# Еберманштат
Еберманштат (њем. Ebermannstadt) град је у њемачкој савезној држави Баварска. Једно је од 29 општинских средишта округа Форххајм. Према процјени из 2010. у граду је живјело 6.826 становника. Посједује регионалну шифру (AGS) 9474121.

## Географски и демографски подаци
Еберманштат се налази у савезној држави Баварска у округу Форххајм. Град се налази на надморској висини од 292-545 метара. Површина општине износи 50,0 km². У самом граду је, према процјени из 2010. године, живјело 6.826 становника. Просјечна густина становништва износи 137 становника/km².

## Међународна сарадња
| Мјесто  | Држава    | Врста сарадње | Од    |
| ------- | --------- | ------------- | ----- |
| Шантоне | Француска | партнерство   | 1970. |
| Извор   |           |               |       |